# Pek (řeka)
Pek (cyrilicí Пек) je řeka v Srbsku, pravostranný přítok Dunaje. Je dlouhá 129 km. Pramení ve vesnici Debeli Lug v pohoří Liškovac na soutoku zdrojnic Mali Pek a Veliki Pek. Patří do úmoří Černého moře. Povodí řeky má rozlohu 1 236 km². U města Veliko Gradište se na rumunské hranici vlévá do Dunaje.
Řeka Pek protéká městem Kučevo. 

## Přítoky
Levostranné – Lipa, Jagnilo (zdrojnice Velikého Peku), Crna reka, Mali Pek, Kisela voda, Kučajnska reka
Pravostranné – Ujevac, Železnik, Brodica

## Sídla
U břehu řeky Pek leží následující sídla: Debeli Lug, Blagojev Kamen, Brodica, Neresnica, Kučevo, Kaona, Turija, Sena, Lješnica, Mišljenovac, Srpce, Buković, Zelenik, Dušmanić, Rabrovo, Klenje, Mrčkovac, Miljević, Šuvajić, Donja Kruševica, Tribrode, Braničevo, Kusiće a Veliko Gradište.